# 2015 RF277
2015 RF277 est un centaure, avec une orbite très faiblement inclinée par rapport à l'écliptique.

## Orbite
2015 RF277 a la quatrième plus faible inclinaison orbitale  parmi les centaures répertoriés par le Jet Propulsion Laboratory (autres centaures dont les orbites se situent presque dans l'écliptique : 2015 BE384, 2016 GE53, et 2010 VC189).